# Bill Hewitt
Foster William Alfred Hewitt, kanadski radijski in televizijski hokejski komentator, * 8. december 1928, Toronto, Ontario, Kanada, † 25. december 1996, Port Perry, Ontario, Kanada.
Bill Hewitt je bil sin hokejskega komentatorja Fosterja Hewitta in vnuk športnega novinarja W.A.-ja Hewitta.
V mladosti je navduševal v nogometu, atletiki in hokeju na ledu. Po končani srednji šoli Upper Canada College je sprejel komentatorsko mesto pri CJRL v Kenori. Zatem je deloval kot športni direktor pri CFOS v Owen Soundu, kasneje je isti položaj imel še pri CKBB v Barrieju. Ko je njegov oče leta 1951 zagnal radijsko postajo CKFH v Torontu, je Bill Hewitt zasedel mesto športnega direktorja. Do leta 1958 sta se z očetom prebila že na televizijo in komentirala televizijske hokejske prenose. Oče Foster se je naposled umaknil iz televizijskih vod in se posvetil radijskemu delu, tako da je Bill Hewitt postal televizijski glas NHL moštva Toronto Maple Leafs.
Hewitta je leta 1982 presenetila bolezen, zdravniki so mu diagnostificirali anemijo. Zavoljo zdravstvenih težav se je bil Hewitt prisiljen umakniti iz komentatorskih kabin. Umaknil se je na svojo kmetijo in na njej živel še več kot desetletje. Umrl je leta 1996 za srčnim napadom. Pokopali so ga na pokopališču Stone Church Cemetery, vzhodno od Beavertona, Ontario.
Hokejski hram slavnih lige NHL je Hewittu leta 2007 posmrtno podelil nagrado Foster Hewitt Memorial Award.